# ISS-Expeditie 56
ISS-Expeditie 56 was de zesenvijftigste missie naar het Internationaal ruimtestation ISS. De missie begon op 3 juni 2018 met het vertrek van de Sojoez MS-07 van het ISS terug naar de Aarde en eindigde in oktober 2018, toen de Sojoez MS-08 terugkeerde naar de Aarde.
Op 18 januari 2018 kondigde NASA aan dat Jeanette Epps vervangen werd door haar backup Serena Auñón.

## Bemanning
| Positie           | Eerste deel (juni 2018)              | Tweede deel (juni t/m oktober 2018)   |
| ----------------- | ------------------------------------ | ------------------------------------- |
| Bevelhebber       | Andrew Feustel, NASA 3e ruimtevlucht | Andrew Feustel, NASA 3e ruimtevlucht  |
| Flight Engineer 1 | Oleg Artemjev, RSA 2e ruimtevlucht   | Oleg Artemjev, RSA 2e ruimtevlucht    |
| Flight Engineer 2 | Richard Arnold, NASA 2e ruimtevlucht | Richard Arnold, NASA 2e ruimtevlucht  |
| Flight Engineer 3 |                                      | Sergej Prokopjev, RSA 1e ruimtevlucht |
| Flight Engineer 4 |                                      | Serena Auñón, NASA 1e ruimtevlucht    |
| Flight Engineer 4 |                                      | Alexander Gerst, ESA 2e ruimtevlucht  |